# Boston Society of Film Critics Awards za nejlepší filmové obsazení
Boston Society of Film Critics Awards za nejlepší filmové obsazení je jedna z kategorií na každoročním předávání cen, které udílí Boston Society of Film Critics.

## Vítězové

### 2003–2009
| Rok  | Vítěz                           | Obsazení |
| ---- | ------------------------------- | --- |
| 2003 | Tajemná řeka                    | Kevin Bacon, Laurence Fishburne, Marcia Gay Harden, Laura Linneyová, Sean Penn a Tim Robbins |
| 2004 | Bokovka                         | Thomas Haden Church, Paul Giamatti, Virginia Madsen a Sandra Oh |
| 2005 | Syriana                         | George Clooney, Chris Cooper, Matt Damon, Kayvan Novak, Amanda Peet, Christopher Plummer a Jeffrey Wright                                                                                        |
| 2006 | Let číslo 93                    | |
| 2007 | Než ďábel zjistí, že seš mrtvej | Albert Finney, Rosemary Harris, Ethan Hawke, Philip Seymour Hoffman a Marisa Tomei |
| 2008 | Tropická bouře                  | Jay Baruchel, Jack Black, Steve Coogan, Tom Cruise, Robert Downey Jr., Bill Hader, Brandon T. Jackson, Reggie Lee, Danny McBride, Matthew McConaughey, Nick Nolte, Brandon Soo Hoo a Ben Stiller |
| 2009 | Precious                        | Stephanie Andujar, Mariah Carey, Lenny Kravitz, Chyna Layne, Mo'Nique, Paula Pattonová, Amina Robinson, Sherri Shepherd, Gabourey Sidibe a Angelic Zambrana                                      |
| 2009 | Star Trek                       | Eric Bana, John Cho, Clifton Collins Jr., Ben Cross, Bruce Greenwood, Chris Pine, Zachary Quinto, Zoe Saldana, Karl Urban a Anton Yelchin                                                        |

### 2010–2019
| Rok  | Vítěz                                | Obsazení |
| ---- | ------------------------------------ | --- |
| 2010 | Fighter                              | Amy Adamsová, Christian Bale, Melissa Leo, Jack McGee a Mark Wahlberg                                                                       |
| 2011 | Bůh masakru                          | Jodie Fosterová, John C. Reilly, Christoph Waltz a Kate Winsletová                                                                          |
| 2012 | Sedm psychopatů                      | Abbie Cornish, Colin Farrell, Woody Harrelson, Olga Kurylenko, Sam Rockwell, Tom Waits a Christopher Walken                                 |
| 2013 | Nebraska                             | Bruce Dern, Will Forte, Stacy Keach, Bob Odenkirk a June Squibb                                                                             |
| 2014 | Chlapectví                           | Ellar Coltrane, Patricia Arquette, Lorelei Linklater a Ethan Hawke                                                                          |
| 2015 | Spotlight                            | Michael Keaton, Mark Ruffalo, Rachel McAdamsová, Stanley Tucci, Liev Schreiber, Brian d'Arcy James a John Slattery                          |
| 2016 | Moonlight                            | Mahershala Ali, Alex R. Hibbert, Naomie Harris, André Holland, Jharrel Jerome, Janelle Monáe, Jaden Piner, Trevante Rhodes a Ashton Sanders |
| 2017 | Meyerowitzovic historky (nový výběr) | Candice Bergen, Judd Hirsch, Dustin Hoffman, Elizabeth Marvel, Rebecca Miller, Grace Van Patten, Adam Sandler, Ben Stiller Emma Thompson    |
| 2018 | Zloději                              | bude oznámeno |
| 2019 | Malé ženy                            | bude oznámeno |